# Dodgy
Dodgy is een Engelse power- en britpopgroep. Ze oogstten succes in de jaren negentig met hits als Staying Out for the Summer, In a Room en Good Enough.

## Geschiedenis
Nigel Clarke (basgitaar/zang) en Mathew Priest (drums) speelden in Birmingham in de band Three Cheers for Tokyo. Nadat ze naar Londen verhuisden, plaatsten ze een advertentie met als inhoud "Wanted: Jimi Hendrix". Andy Miller (gitaar) reageerde hierop en voegde zich bij het tweetal. Na hun eerste optreden in een pub in Chiswick richtten de bandleden in Kingston upon Thames de Dodgy Club op, een wekelijks programma waarbij bands (waaronder Oasis) en diskjockeys optraden en Dodgy telkens als eindact speelde. Voor hun eerste landelijke tournee, genaamd Word of Mouth, moesten geïnteresseerden zelf contact opnemen met muziekgelegenheden om erachter te komen waar de band zou optreden.
Dodgy richtte in 1991 het platenlabel Bostin' op, waarmee ze hun eerste 7"-singles uitgaven. Een jaar later sloten ze een platenovereenkomst met A&M Records en in mei 1993 werd hun debuutalbum (The Dodgy Album) uitgegeven. In de herfst van 1994 scoorden ze hun eerste hit met de single Staying Out for the Summer, in oktober dat jaar gevolgd door het album Homegrown. Na een tournee in 1995 namen ze het album Free Peace Sweet op. Het liedje Good Enough werd in het Verenigd Koninkrijk een grote hit.
Om de opname en productie van hun vierde album (Real Estate) te bekostigen, vroeg de band haar fans geld te doneren. In 1998 verliet Clark de band en in 2001 ging de band uit elkaar. Naar aanleiding van het overlijden van hun lichtontwerper Andy Moore herenigden de oorspronkelijke bandleden zich echter weer in 2007. Ze traden op bij zijn begrafenis en in het najaar van 2007 volgden ook reguliere optredens. In de zomer van 2011 namen ze het album Stand Upright In A Cool Place op, waarvan de uitgave gepland staat voor 20 februari 2012.

## Samenstelling
| Naam          | Instrumenten      | Periode                 |
| ------------- | ----------------- | ----------------------- |
| Nigel Clark   | zang en basgitaar | 1990-1998               |
| Andy Miller   | gitaar            | 1990-2001 en 2007-heden |
| Mathew Priest | drums             | 1990-2001 en 2007-heden |
| Nick Abnett   | basgitaar         | 1998-2001               |
| David Bassey  | toetsen           | 1998-2001               |
| Chris Hallam  | keyboard          | 1998-2001               |
| Richard Payne | ?                 | ?                       |

## Discografie

### Studioalbums
- The Dodgy Album (1993)
- Homegrown (1994)
- Free Peace Sweet (1996)
- Real Estate (2001)

### Livealbums
- So Far on 3 Wheels - Dodgy on the Radio (2007)
- Dodgy - Live at Cornbury Festival (2009)

### Compilatiealbums
- Ace A's and Killer B's (1998)
- The Collection (2004)

### Singles (hitnoteringen)
| Single met eventuele hitnotering(en) in de Nederlandse Top 40 | Datum van verschijnen | Datum van binnenkomst | Hoogste positie | Aantal weken | Opmerkingen              |
| ------------------------------------------------------------- | --------------------- | --------------------- | --------------- | ------------ | ------------------------ |
| Good Enough                                                   | 1996                  | 21-09-1996            | tip17           | -            | Nr. 43 in de Mega Top 50 |

| Single met hitnotering(en) in de Vlaamse Ultratop 50 | Datum van verschijnen | Datum van binnenkomst | Hoogste positie | Aantal weken | Opmerkingen |
| ---------------------------------------------------- | --------------------- | --------------------- | --------------- | ------------ | ----------- |
| Good Enough                                          | 1996                  | 14-09-1996            | tip17           | -            |             |